# David Margulies
David Joseph Margulies (Brooklyn, 1937. február 19. – Manhattan, 2016. január 11.) amerikai színpadi és filmszínész.
Ismertebb alakításai közé tartozik New York polgármestere a Szellemirtók (1984) és a Szellemirtók 2. (1989) című fantasyfilmekben. A Maffiózók című bűnügyi drámasorozatban Neil Mink visszatérő szerepében tűnt fel, 2000 és 2007 között.

## Halála
2016. január 11-én, 78 éves korában hunyt el Manhattanben. Halálát rák okozta.

## Filmográfia

### Film
| Év   | Magyar cím                      | Eredeti cím                        | Szerep                    | Magyar hang      |
| ---- | ------------------------------- | ---------------------------------- | ------------------------- | ---------------- |
| 1972 |                                 | Scarecrow in a Garden of Cucumbers | Walter Mitty              |                  |
| 1976 | A jónevű senki, avagy a stróman | The Front                          | Phelps                    | Végvári Tamás    |
| 1979 | Utolsó ölelés                   | Last Embrace                       | Josh Drexel rabbi         | Papp János       |
| 1979 | Mindhalálig zene                | All That Jazz                      | Larry Goldie              |                  |
| 1979 |                                 | Night-Flowers                      | pszichiáter               |                  |
| 1980 | Szem elől tévesztve             | Hide in Plain Sight                | Reilly nyomozó            |                  |
| 1980 | Gyilkossághoz öltözve           | Dressed to Kill                    | Dr. Levy                  | Cs. Németh Lajos |
| 1980 | Gyilkossághoz öltözve           | Dressed to Kill                    | Dr. Levy                  | Végvári Tamás    |
| 1980 | Gyilkossághoz öltözve           | Dressed to Kill                    | Dr. Levy                  | Breyer Zoltán    |
| 1980 |                                 | Times Square                       | Dr. Zymansky              |                  |
| 1982 | Élet kifulladásig               | I'm Dancing as Fast as I Can       | Walter Kress              |                  |
| 1983 |                                 | Daniel                             | Dr. Duberstein            |                  |
| 1984 | Szellemirtók                    | Ghostbusters                       | Lenny Clotch polgármester | Kiss Gábor       |
| 1984 | Szellemirtók                    | Ghostbusters                       | Lenny Clotch polgármester | Cs. Németh Lajos |
| 1984 | Szellemirtók                    | Ghostbusters                       | Lenny Clotch polgármester | Hajdu Steve      |
| 1986 | 9 és 1/2 hét                    | 9½ Weeks                           | Harvey                    | Uri István       |
| 1986 | Kamaszkorom története           | Brighton Beach Memoirs             | Mr. Farber                |                  |
| 1987 |                                 | Candy Mountain                     | ügyvéd                    |                  |
| 1987 | Ishtar                          | Ishtar                             | Mr. Clarke                | Kardos Gábor     |
| 1987 | Őrült ritmus                    | Magic Sticks                       | Goldfarb                  |                  |
| 1988 | Üresjárat                       | Running on Empty                   | Dr. Jonah Reiff           |                  |
| 1988 | Szellemirtók 2.                 | Ghostbusters II                    | Lenny Clotch polgármester | Tolnai Miklós    |
| 1990 | Gyerekes szerelem               | Funny About Love                   | Dr. Benjamin              | Kardos Gábor     |
| 1990 | Gyerekes szerelem               | Funny About Love                   | Dr. Benjamin              | Beregi Péter     |
| 1992 | Idegen közöttünk                | A Stranger Among Us                | Oliver hadnagy            | Gruber Hugó      |
| 1992 | Az alkusz nem alkuszik          | Out on a Limb                      | Mr. Buchenwald            | Kardos Gábor     |
| 1993 |                                 | Family Prayers                     | Sam nagybácsi             |                  |
| 1994 | Ace Ventura: Állati nyomozó     | Ace Ventura: Pet Detective         | doktor                    | Nagy Gábor       |
| 1997 |                                 | Hudson River Blues                 | Stan                      |                  |
| 1997 |                                 | Lifebreath                         | Abe Gross                 |                  |
| 1998 | Sztárral szemben                | Celebrity                          | Adelman tanácsos          |                  |
| 1999 |                                 | Man of the Century                 | Mr. Meyerscholtz          |                  |
| 2000 | Vinnie és az álmodozók          | Looking for an Echo                | Dr. Ludwig                |                  |
| 2003 |                                 | Bought & Sold                      | Kutty Nazarian            |                  |
| 2004 |                                 | Invitation to a Suicide            | Roman Malek               |                  |
| 2005 |                                 | Whiskey School                     | Rex Michaels              |                  |
| 2006 | Eszement szerelem               | Ira & Abby                         | Dr. Arnold Friedman       |                  |
| 2007 |                                 | Noise                              | szívrohamot kapó férfi    |                  |
| 2010 | Véres románc                    | All Good Things                    | polgármester              |                  |
| 2011 |                                 | Roadie                             | Don Muller                |                  |
| 2013 | A te eseted                     | The Girl on the Train              | Morris Herzman            |                  |
| 2013 | Bérgavallér                     | Fading Gigolo                      | főrabbi                   | Kajtár Róbert    |
| 2014 | Egy durva év                    | A Most Violent Year                | Saul Lefkowitz            |                  |
| 2016 |                                 | License Plates                     | Jacob                     |                  |
| 2016 |                                 | Adam Bloom                         | Harris Sutton             |                  |
| 2016 |                                 | Curmudgeons (rövidfilm)            | Ralph                     |                  |

### Televízió
| Év        | Magyar cím                                           | Eredeti cím                                              | Szerep                     | Megjegyzések                               |
| --------- | ---------------------------------------------------- | -------------------------------------------------------- | -------------------------- | ------------------------------------------ |
| 1977      | Kojak                                                | Kojak                                                    | Midge Piper                | 1 epizód                                   |
| 1985      |                                                      | Tales from the Darkside                                  | Gil Hurn                   | 1 epizód                                   |
| 1985–1986 |                                                      | The Equalizer                                            | Macklin / Eugene Whitman   | 2 epizód                                   |
| 1987      |                                                      | ABC Afterschool Specials                                 | Justin                     | 1 epizód                                   |
| 1987      |                                                      | Spenser: For Hire                                        | Karl Shore / Lou De Franco | 2 epizód                                   |
| 1988      |                                                      | American Playhouse                                       | Yudwitz                    | 1 epizód                                   |
| 1989      |                                                      | A Man Called Hawk                                        | Mick                       | 1 epizód                                   |
| 1989      |                                                      | Gideon Oliver                                            | Max French                 | 1 epizód                                   |
| 1989      |                                                      | The Days and Nights of Molly Dodd                        | esküdt                     | 1 epizód                                   |
| 1989      | A tökéletes tanú                                     | Perfect Witness'                                         | Rudnick                    | - tévéfilm - magyar hangja: - Kardos Gábor |
| 1989      |                                                      | Kojak: Ariana                                            | Papas, a főnök             | tévéfilm                                   |
| 1990      |                                                      | Largo Desolato                                           | első látogató              | tévéfilm                                   |
| 1991      | Soha ne felejts!                                     | Never Forget                                             | Hier rabbi                 | tévéfilm                                   |
| 1991      |                                                      | An Inconvenient Woman                                    | Manning                    | minisorozat (2 epizód)                     |
| 1991      |                                                      | Stat                                                     | Leonard Sorkin             | 1 epizód                                   |
| 1991–2004 | Esküdt ellenségek                                    | Law & Order                                              | több szerep                | 4 epizód                                   |
| 1993      | Miért éppen Alaszka?                                 | Northern Exposure                                        | Herb Fleischman            | 1 epizód                                   |
| 1994      |                                                      | CBS Schoolbreak Special                                  | Chop Kleinfeld             | 1 epizód                                   |
| 1994      | Az ifjú Indiana Jones kalandjai: Kaland Hollywoodban | The Adventures of Young Indiana Jones: Hollywood Follies | Carl Laemmle               | tévéfilm                                   |
| 1996      | New York rendőrei                                    | NYPD Blue                                                | Theodore Wisotski          | 1 epizód                                   |
| 1996      |                                                      | The City                                                 | Marty Burns                | 3 epizód                                   |
| 1997      | Veszélyes küldetés                                   | New York Undercover                                      | Frederick Jones            | 1 epizód                                   |
| 2000      |                                                      | Welcome to New York                                      | Jerry                      | 1 epizód                                   |
| 2000–2007 | Maffiózók                                            | The Sopranos                                             | Neil Mink                  | 8 epizód                                   |
| 2001      |                                                      | 100 Centre Street                                        | Sweeney                    | 1 epizód                                   |
| 2001      | Angyali érintés                                      | Touched by an Angel                                      | Sam Silverstein            | 1 epizód                                   |
| 2008      | Canterbury-esetek                                    | Canterbury's Law                                         | Dr. Ian Harris             | 1 epizód                                   |
| 2012      |                                                      | Political Animals                                        | vacsoravendég              | minisorozat (1 epizód)                     |
| 2012      | A férjem védelmében                                  | The Good Wife                                            | Richard                    | 1 epizód                                   |
| 2012      | Zsaruvér                                             | Blue Bloods                                              | Solomon                    | 1 epizód                                   |
| 2015      | Esküdt ellenségek: Különleges ügyosztály             | Law & Order: Special Victims Unit                        | Dr. Eric Setrakian         | 1 epizód                                   |
| 2015      |                                                      | HAPPYish                                                 | író                        | 1 epizód                                   |
| 2016      |                                                      | Madoff                                                   | Elie Wiesel                | minisorozat (4 epizód)                     |

## Fordítás
- Ez a szócikk részben vagy egészben  a   David Margulies című angol Wikipédia-szócikk ezen változatának fordításán alapul.  Az eredeti cikk szerkesztőit annak laptörténete sorolja fel. Ez a jelzés csupán a megfogalmazás eredetét és a szerzői jogokat jelzi, nem szolgál a cikkben szereplő információk forrásmegjelöléseként.